# 154 (číslo)
Sto padesát čtyři je přirozené číslo. Následuje po číslu sto padesát tři a předchází číslu sto padesát pět. Řadová číslovka je stopadesátý čtvrtý nebo stočtyři a padesátý. Římskými číslicemi se zapisuje CLIV.

## Matematika
Sto padesát čtyři je
- deficientní číslo
- nešťastné číslo
- nepříznivé číslo
- devítiúhelníkové číslo
- součet prvních šesti faktoriálů (včetně 0!=1)
- 154!+1 je prvočíslo

## Chemie
- 154 je neutronové číslo čtvrtého nejstabilnějšího izotopu curia a nukleonové číslo druhého nejběžnějšího a zároveň nejtěžšího stabilního izotopu samaria.[1]

## Doprava
- Silnice II/154 je česká silnice II. třídy na trase Třeboň – Šalmanovice – Nové Hrady – Horní Stropnice – Benešov nad Černou – Kaplice[2]

## Roky
- 154
- 154 př. n. l.